# Manaquí dels iungues
El manaquí dels iungues (Chiroxiphia boliviana) és un ocell de la família dels píprids (Pipridae).

## Hàbitat i distribució
Viu als clars del bosc, sotabosc i vegetació secundària als turons andins del sud-est del Perú i centre i sud-est de Bolívia.

## Taxonomia
Antany considerat una subespècie del manaquí dorsiblau (Chiroxiphia pareola), va ser considerat una espècie de ple dret arran Parker et Remsen 1987